# 比雷昂沃
比雷昂沃（法語：Burey-en-Vaux，法語發音：[byʁɛ ɑ̃ vo]，意为“谷地中的比雷”）是法国默兹省的一个市镇，属于科梅尔西区。

## 地理
比雷昂沃（48°33'48"N, 5°40'10"E）面积6.47 平方千米，位于法国大東部大區默兹省，该省份为法国西北部内陆省份，北与比利时接壤，西接马恩省和阿登省，南至上马恩省和孚日省，东临默尔特-摩泽尔省。
与比雷昂沃接壤的市镇（或旧市镇、城区）包括：巴东维利耶-热罗维利耶、默兹河畔埃皮耶、韦斯河畔马克塞、蒙蒂尼莱沃库勒尔、讷维尔莱沃库勒尔、塞普维尼。

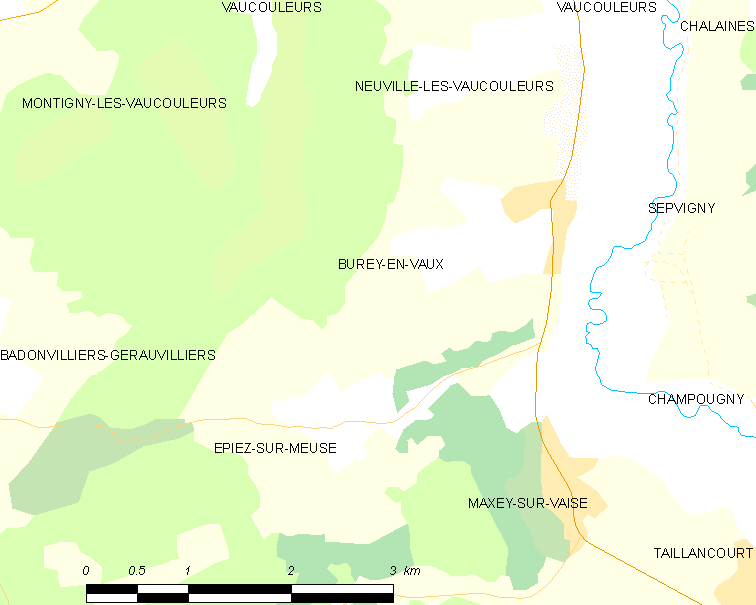
比雷昂沃的OSM定位图

比雷昂沃的时区为UTC+01:00、UTC+02:00（夏令时）。

## 行政
比雷昂沃的邮政编码为55140，INSEE市镇编码为55088。

## 政治
比雷昂沃所属的省级选区为沃库勒尔县。

## 人口

1962-2008年间比雷昂沃人口变化图示

比雷昂沃于2022年1月1日时的人口数量为157人。